# 苏州工业园区星海实验中学
31°18′33″N 120°40′07″E / 31.3092343°N 120.6684879°E

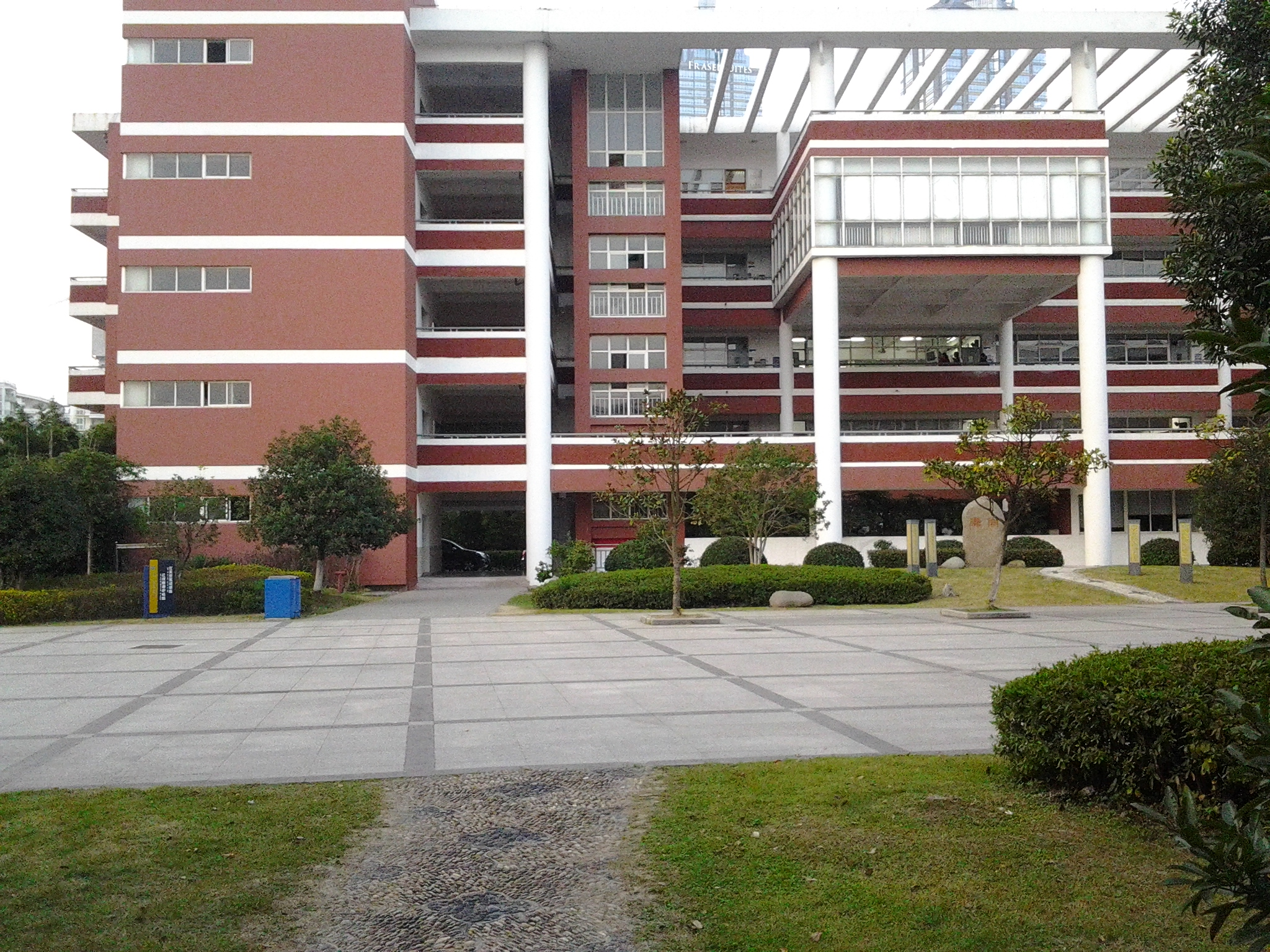
B区教学楼

苏州工业园区星海实验中学前身是苏州工业园区星海学校（初中部），于星海小学同期建设，2000年9月正式招生。2005年9月开办苏州工业园区星海实验学校（初中），后于2010年2月再次于初中本部合并，成立苏州工业园区星海实验中学（初中）。2010年9月正式成立高中部。统称苏州工业园区星海实验中学。

2023年9月，原苏州市工业园区星海实验中学宣布分设为苏州市工业园区星海实验初级中学与苏州市工业园区星海实验高级中学，高中部办学地址迁往沈浒路，已录取就读学生仍留在原苏茜路校址就读。

## 校园概况
苏茜路校区占地6.6公顷，校舍建筑总面积4.12万平方米。现有教学班44个，其中高中54个（包含沈浒路校区）、初中60个、A-Level国际课程班2个，在籍学生近4600人。
星海实验中学沈浒路校区（高中）于2019年3月启动计划，总建设规模为11万平方米，分两期建设。目前一期项目主体已封顶，总建设规模约8.95万平方米，2021年5月工程建设将全部完成，并于9月投入使用。
据了解，该校区校园内楼廊相连，现代与自然和谐共生。教学综合楼、行政楼、实验楼、体育馆、300米室内环形跑道、食堂等匠心独具，布局别致灵动；图书馆、多功能教室、阶梯教室、报告厅、艺术教室、科创空间、心理咨询室、科学实验室等各类功能室一应俱全，设计精巧科学；山林书园的设计理念巧妙融合传统与现代、书香与生态；教学楼为南廊北教室的条状体块，有大量绿植、水景、铺地，形成一个茂密的“森林空间”，师生可漫步于林中，形成无处不在的读书场所。

## 师资力量
教职员工164人，其中专任教师159人，本科以上学历158名（含硕士研究生25名），占99.37%；中、高级教师119名（其中教授级中学高级教师1名、中学高级教师46名），占74.84%；各级学科带头人、教学能手等优秀骨干教师65名，占40.88%。

## 教育理念/教学目标
学校以“人人成功、人人成星”为教育理想，以“关注主体、科学创新”为价值定位，以“让教育成为发现与创造的艺术”为教育理念，以双语和国际理解教育、科技创新教育为特色追求。学校的办学愿景是“重思考的学校、能创新的教师、会学习的学生”，学校近期目标是建成具有鲜明实验性、示范性、先导性的高质量、有特色的名牌学校，建立优质的现代学校制度，全力打造双语乐园、科技学园、数码校园和质量名园。中、远期目标是建成全国知名学校、国际名校。

## A-Level课程[3]

### 简介
上海师范大学剑桥国际中心是经英国剑桥大学国际考试委员会授权，专业从事剑桥A Level和IGCSE课程教学与考试的全日制教育机构。剑桥大学国际考试委员会在上海的考试中心（Cambridge International Centre）设在本机构（注册号：CN265）。中心现设A Level 学部和IGCSE学部，分别管理A Level和IGCSE课程的教学与考试。

### 星海A-Level教学
2010年，中心经过认真研究，与苏州星海实验中学达成合作协议，成立了“星海实验中学国际课程中心”。 作为上海师范大学剑桥国际中心的苏州校区，中心拥有丰富的课程体系、雄厚的外教师资团队、成熟的教学管理经验和专业的留学指导。同时依托星海实验中学的优质师资和成熟管理，展开教学工作。

## 国际友好学校
- 韩国华山中学校 （页面存档备份，存于）
- 新加坡南洋女子中学校（英语：Nanyang Girls' High School）
- 加拿大渥太华亨利·拉森小学（英语：Henry Larsen Elementary School）
- 丹麦蓝山学校
- 加拿大维多利亚教育署 （页面存档备份，存于）
- 英国安培德私立高中（英语：Mander Portman Woodward VI form colleges）
- 美国斯蒂芬·麦克中学（英语：Stephen Mack Middle School）
- 新加坡立化中学（英语：River Valley High School, Singapore）
- 新加坡义安中学（英语：Ngee Ann Secondary School）
- 哈利法克斯教育局（英语：Halifax Regional School Board）
- 渥太华教育局（英语：Ottawa-Carleton District School Board）